# Врник
Врник је мало насељено острво у хрватском делу Јадранског мора у Корчуланском архипелагу.
Врник се налази у Пељешком каналу источно од обала острва Корчуле од које је удаљена 0,5 км. Површина острва износи 0,282 км². Дужина обалске линије је 2,3 км.. Највиши врх је висок 46 метара. Западни део острва од Корчуле одваја 5 метара дубок пролаз широк 60 метара.
Врник је једино насељено острво у Корчуланском архипелагу са истоименим насељем на северу острва. На Врнику се налази један од најстаријих корчуланских каменолома белог мермера, из Римског доба. Камен из тих, сада напуштених, каменолома и вешти локални каменоклесари прославили су Врник у многим јадранским градовима, те европским и светским престоницама - многе су палате у Дубровнику, Венецији, Бечу. Од врничког белог мермера деломично су изграђене и Аја Софија (Цариград), и Бела кућа у Вашинтону.
У самом селу се налази црква из 1856. године.. Крај каменолома је и црква из 1674. године.

## Галерија слика
- Црква на Врнику
- Спомен плоча Врничанима погинулим у Дригом светском рату
- Врник
- Капелица на Врнику